# Butting in on Baby
Butting in on Baby è un cortometraggio muto del 1920 diretto da Eddie Lyons e Lee Moran.

## Trama
Eddie e la moglie vivono felici con il loro figlioletto finché da loro non viene in visita l'amico Lee, seguito poco dopo dalla suocera. I due si mettono a concionare su come si allevano i bambini, difendendo ognuno la propria opinione. Va a finire che Eddie e la moglie, non sopportando più le critiche e le ingerenze dei due, decidono che sono perfettamente in grado di allevare il bambino per proprio conto.

## Produzione
Il film fu prodotto dall'Universal Film Manufacturing Company (come Star Comedies).

## Distribuzione
Distribuito dall'Universal Film Manufacturing Company, il film - un cortometraggio di una bobina - uscì nelle sale cinematografiche USA il 29 marzo 1920.